# Segona Guerra de Nàpols
La segona guerra de Nàpols, desenvolupada entre 1501 i 1504 en el context de les guerres italianes, va tenir com teatre d'operacions l'antic Regne de Nàpols, possessió ambicionada tant Lluís XII de França com Ferran el Catòlic.
Durant la Guerra d'Itàlia de 1499–1501 França, amb l'ajuda de la República de Venècia i la família Borja, havia deposat a Lluís Sforza, i va restar propietària del Ducat de Milà i de la República de Gènova. Amb la intenció d'envair també el Regne de Nàpols, Lluís XII va pactar una nova aliança amb Ferran el Catòlic.
El novembre de 1500 Aragó i França van signar en secret el tractat de Granada, pel qual tots dos es repartien Nàpols, encara sota el govern de Frederic III de Nàpols. L'any següent l'exèrcit francès de Bérault Stuart d'Aubigny va conquistar la meitat nord del regne, mentre les tropes hispàniques sota el comandament de Gonzalo Fernández de Córdoba van ocupar la meitat sud. Frederic III, amb la milícia i la hisenda malmeses després de la Primera Guerra de Nàpols, va ser incapaç d'oposar-se a ambdós contrincants, i l'octubre de 1501 va ser enderrocat i el seu regnat dividit.
Les diferents interpretacions del tractat sobre la possessió de la franja geogràfica que separava els territoris de tots dos ocupants van portar aviat a desavinences entre França i Aragó, i davant la impossibilitat d'un acord pacífic, el juny de 1502 van començar els enfrontaments armats. En els compassos inicials d'aquest nou conflicte, les forces franceses, més nombroses, van fer retrocedir als hispànics reduint a unes poques places al sud d'Itàlia, però amb l'arribada de reforços des d'Espanya, al llarg de 1503 aquests van derrotar a les francesos a les batalles de Ruvo, Seminara, Cerinyola i Garellano.
El gener de 1504 França es va retirar cap al nord, i va cedir la totalitat del regne de Nàpols a Aragó mitjançant el tractat de Lió. Nàpols va ser incorporat a la corona d'Aragó com a virregnat, condició en la qual va quedar fins a 1707.

## Context: L'estat d'Itàlia a finals delseglexv

Mapa polític de la península Itàlica el 1494.

A finals del segle xv, en ple Renaixement italià, el conglomerat de regnes, repúbliques, principats i ciutats estat que coexistien a la península itàlica, igual que els països de l'entorn, estaven immersos en les guerres italianes, una sèrie de conflictes a diverses bandes en què les aliances entre els diferents participants canviaven en funció d'interessos immediats.
El 1494 Carles VIII de França emprà els drets que per la seva ascendència genealògica li corresponien per a ocupar militarment el Regne de Nàpols, donant inici a la primera guerra de Nàpols (1494 - 98), en què la lliga formada pel Ducat de Milà, la República de Venècia, el Sacre Imperi Romanogermànic, la Monarquia catòlica i els Estats Pontificis va aconseguir expulsar d'Itàlia.
El 1499 Lluís XII de França seguiria la mateixa política d'ocupació durant la segona guerra italiana envaint per la força el ducat de Milà i capturant al duc Lluís Sforza a l'abril de 1500; aliats amb el francès, el papa Alexandre VI i el seu fill Cèsar Borja conquerien Imola i Forli i planejaven l'atac en Rímini, Pesaro i Faenza a la Romanya. La República de Venècia, també aliada amb França, ocupava Cremona.
La república de Florència, amenaçada per les intrigues dels Mèdici que intentaven recuperar el poder, assetjava a Pisa, que era gastada per les repúbliques de Siena, Lucca i Gènova.
Savoia i Montferrat eren estats satèl·lit de França. Hèrcules I d'Este al capdavant del ducat de Ferrara, Giovanni Bentivoglio a Bolonya i Francesc II Gonzaga a Màntua es acollien a la protecció francesa en un vassallatge de conveniència.
Per l'est, l'Imperi Otomà del sultà Baiazet II s'expandia seus dominis cap al regne d'Hongria i cap a Dalmàcia, en poder de Venècia, governada pel Dux de Venècia Agustí Barbarigo, a la guerra turcoveneciana (1499-1503). La flota turca amenaçava a més tot el comerç en el Mediterrani. El regne de Sicília, en poder de la corona d'Aragó amb Ferran el Catòlic al tron, va socórrer els venecians en la seva lluita.
Al nord dels Alps l'emperador austríac Maximilià I, després d'acabar la Guerra de Suàbia contra l'Antiga Confederació Suïssa, incitava als altres prínceps del Sacre Imperi Romanogermànic a unir-se contra França en resposta a la usurpació de Milà, a la destinació donat als Sforza i a les hipotètiques aspiracions de França i Venècia contra Àustria. La intermediació del duc de Borgonya Felip I de Castella (fill de Maximilià) va aconseguir la signatura d'una treva entre França i Àustria, amb el que Lluís XII, amb el nord d'Itàlia sota el seu control, tenia el camí expedit per iniciar la conquesta de Nàpols.
El Regne de Nàpols, sota el govern de Frederic III de Nàpols, ocupava la meitat sud de la península itàlica amb aproximadament 75.000 km² i 1.500.000 habitants. El regne es trobava a mercè d'una invasió per la força, la inestabilitat que havia produït la successió de cinc monarques en els últims set anys i el feble estat en què havien quedat l'economia i l'exèrcit després de la guerra de 1495-98 li feien presa fàcil de les tropes franceses.

## Interessos i aliances

### Casus belli: la pretensió de Lluís XII sobre Nàpols
La mort el 1382 de Joana I de Nàpols havia provocat una guerra de successió entre el seu nebot Carles III de Nàpols i el seu fill adoptat Lluís I d'Anjou, de la qual va sortir vencedor el primer, així el tron de Nàpols va passar a la branca genealògica dels Anjou-Durazzo de la qual Carles era membre, mentre la branca dels Anjou-Valois a la qual pertanyia Lluís I es va convertir en pretendent al tron. Aquesta pretensió va passar de Lluís I el seu fill Lluís II i d'aquest al seu fill Lluís III, que el 1417 va ser nomenat hereu de la reina Joana II de Nàpols. A la mort de Lluís III el 1434, el nou hereu va ser el seu germà Renato, que després de ser coronat el 1435 va perdre el tron el 1442 davant les tropes de Alfons V d'Aragó. La germana de Lluís III i de Renato, Maria d'Anjou, s'havia casat el 1422 amb el rei Carles VII de França, de qui va tenir a Lluís XI.
El dret que per ascendència genealògica tenia Lluís XI al tron napolità, ja de per si discutible, era l'argument que Carles VIII (fill de Lluís XI i el seu successor al tron de França) havia legat el 1494 per iniciar la seva campanya contra Nàpols, però en el context de 1499 hi havia una objecció més: el nou rei Lluís XII havia estat adoptat per Lluís XI després de la mort del seu pare a primerenca edat, i la pretensió havia d'haver passat a la filla de Lluís XI, Anna de França, o haver-se extingit amb Carles VIII.

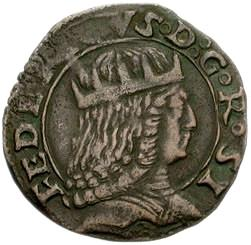
Frederic III de Nàpols.

### Frederic III de Nàpols intenta l'aliança amb Lluís XII i amb Ferran
Frederic III de Nàpols, coneixedor de la seva inferioritat militar, va buscar una aliança que pogués garantir la seguretat del seu regne: va entrar en tractes amb Lluís XII, oferint-se a pagar-li anualment un tribut econòmic a canvi de la independència de Nàpols, ia permetre el pas de les tropes franceses en un hipotètic atac contra Sicília, afirmant aquesta pau amb la futura casament entre el seu fill el duc de Calàbria Ferran d'Aragó i la germana de Lluís XII, Germana de Foix; el fracàs de les negociacions amb els francesos va dur a Frederic a demanar l'ajuda militar del seu parent Ferran el Catòlic per fer front als francesos.

### Actitud de Ferran II d'Aragó davant els plans de França

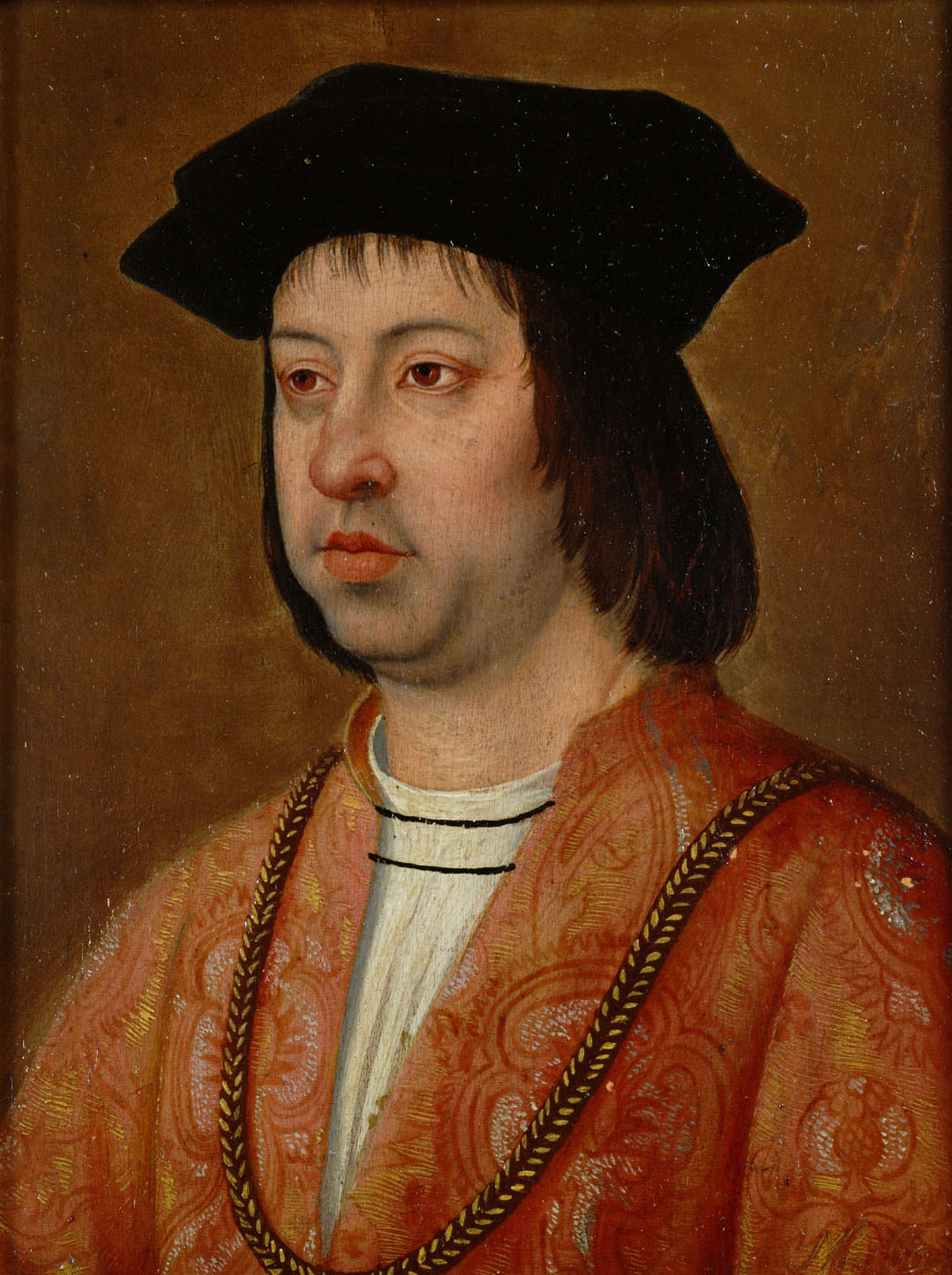
Ferran II d'Aragó.

Les propostes del napolità al francès no van ser del gust de Ferran II d'Aragó, en la guerra de 1495-98 havien estat les seves tropes les que van defensar Nàpols de l'atac de Carles VIII de França, i el 1435 -42 havien estat també hispàniques les forces d'Alfons V les que van expulsar al francès Renat d'Anjou, guanyant així el regne per a la casa d'Aragó, d'on l'havia heretat Frederic, de manera que aquest intent d'aliança d'aquest amb França va ser considerat un desagraïment per part de Ferran.
Ferran d'Aragó considerava també que una guerra contra França seria costosa i de resultat incert, que l'enfrontament entre dos regnes cristians redundaria en benefici dels turcs, i que pres el regne de Nàpols, França estaria en condicions de prendre també el regne de Sicília; d'altra banda, en raó de la seva ascendència genealògica el mateix Ferran tenia tants drets al tron de Nàpols com Lluís o Frederic. Sospesant la situació, va decidir fer aliança amb França, més disposat a quedar-se amb una part de Nàpols que a deixar-ho perdre tot a mans dels francesos.

Pel seu matrimoni amb Isabel I de Castella, Ferran comptava amb el complet suport de la corona de Castella, amb la qual Ferran mantenia en comú la hisenda reial, l'exèrcit i la política exterior .

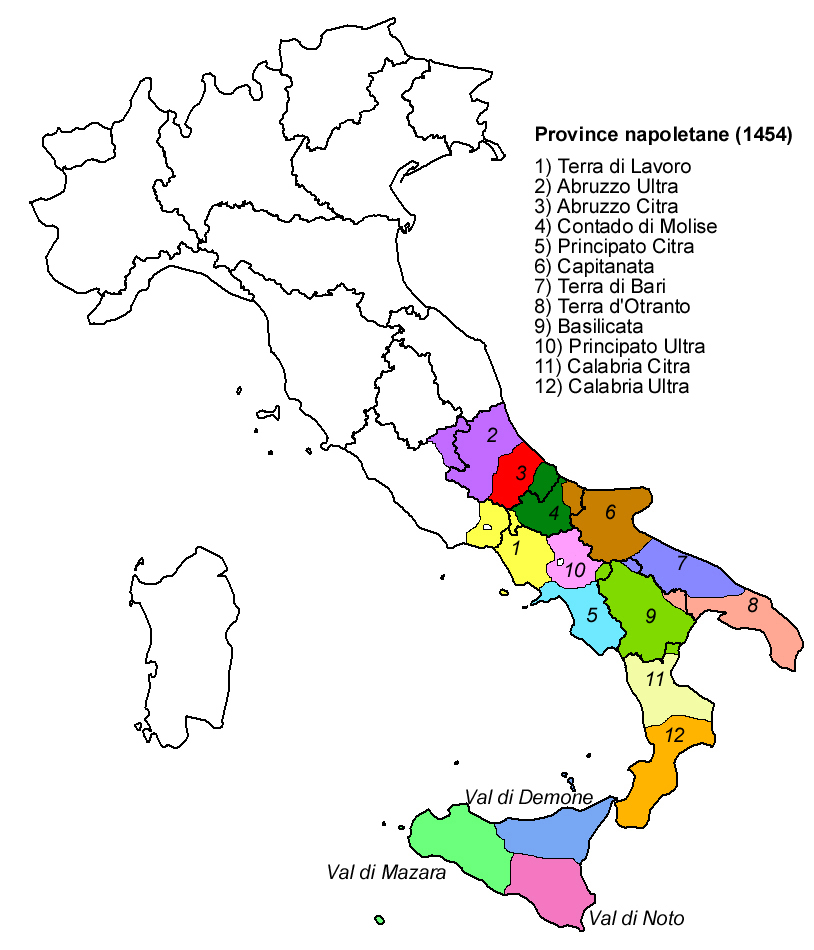
Províncies de l'antic regne de Nàpols, superposades a les actuals regions d'Itàlia.

### El tractat secret de Granada: Lluis XII i Ferran es reparteixen Nàpols
Abans de procedir a una conquesta militar, Lluís XII va evitar l'error comès per Carles VIII de França en 1495-96, quan el seu exèrcit va ser expulsat de Nàpols pels aragonesos, i va buscar una aliança amb aquests com l'única potència que pogués fer front a la zona.
| 1500 |

Lluís XII i Ferran II van signar el Tractat de Granada (1500), el novembre, en el qual acordaven el repartiment del regne de Nàpols entre tots dos: segons els termes de l'acord França atacaria des del nord prenent les províncies de Terra di Lavoro (que incloïen Nàpols i Gaeta) i els Abruços, de les quals Lluís XII quedaria amo amb el títol de rei de Nàpols i de Jerusalem; Ferran mantindria les províncies del sud, Pulla i Calàbria, que passarien a la corona d'Aragó com ducats. França renunciava a la Cerdanya i el Rosselló. L'acord hauria de mantenir-se en secret fins que les tropes franceses arribessin a Roma, moment en què seria presentat al papa per a la seva aprovació.

## Marxa sobre Nàpols.
Ignorant de l'aliança entre el Regne de França i la Corona d'Aragó, Frederic III de Nàpols va demanar l'ajuda del seu cosí Ferran II d'Aragó per tal de fer front a l'atac dels francesos.

### Publicació del tractat.
| 1501 |

El juny de 1501 el Tractat de Granada, presentat amb la falsa justificació de combatre els turcs en nom de la cristiandat, va ser presentat a Alexandre VI, que li va donar el seu beneplàcit, promulgant la deposició de Frederic III de Nàpols amb l'excusa de la seva aliança amb els turcs. Un cop feta pública l'aliança contra Frederic, aquest va decidir preparar la defensa amb l'única ajuda dels Colonna, però la inferioritat militar de les seves forces no li va permetre sostenir la seva posició molt de temps.

### Els francesos d'Aubigny ocupen el nord de Nàpols. Frederic III derrocat
Les tropes franceses de d'Aubigny, 1.000 soldats de cavalleria, 3.500 francesos i llombards d'infanteria i 3.000 mercenaris suïssos, amb el suport per les de Cèsar Borja i per la flota genovesa de Phillip de Ravenstein van anar prenent Marino, Cavi, Montefortino i van asstejar Càpua, defensada per Fabrizio Colonna, Hug de Montcada i de Cardona i Rinuccio dona Marciano, la ciutat va ser presa mitjançant traïció al cap de pocs dies, els seus generals capturats i els seus habitants massacrats; 7.000 persones van morir en l'assalt (Colonna i Cardona serien rescatats, Marcià va morir). Gaeta i Aversa es van rendir, com Nàpols, defensada per Prospero Colonna. L'octubre de 1501 Frederic, assetjat a Castel Nuovo, va lliurar finalment totes les seves possessions al regne, retirant-se a Ischia; posteriorment seria conduït a França, d'on se li va prohibir sortir, rebent en compensació per la pèrdua del regne una pensió de 30.000 lliures i el comtat de Maine.

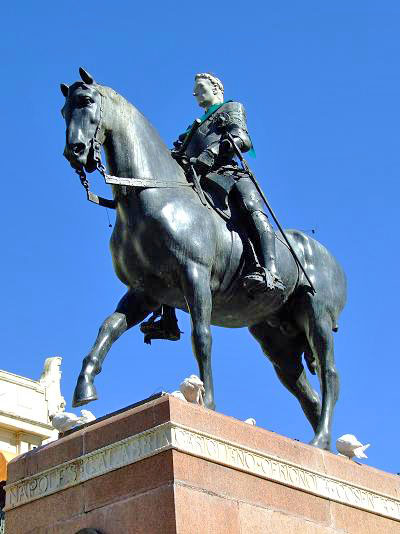
Gonzalo Fernández de Còrdova, el Gran Capità.

### Les tropes del Gran Capità ocupen el sud.
Mentrestant, Gonzalo Fernández de Córdoba amb 300 soldats de cavalleria lleugera, 300 de cavalleria pesant i 3.800 d'infanteria va passar des de Sicília a Tropea el 5 de juliol i va ser ocupant Calàbria i Pulla, sense trobar oposició més que en Manfredonia i Tàrent. Ferran d'Aragó, el jove fill de Frederic III, es trobava en aquesta última ciutat, que fou assetjada per les tropes del Gran Capità.
| 1502 |

Al març, Tàrent va presentar la seva rendició. Ferran d'Aragó, va ser enviat a Espanya com a ostatge, contra el jurament de deixar-lo marxar fet per Còrdova. Manfredonia seria presa pocs dies després.

### Els senyors napolitans prenen partit per cada bàndol
Fabrizio i Prospero Colonna, que havien estat alliberats mitjançant el pagament d'un rescat, van entrar al servei de Gonzalo Fernández de Còrdova.

## Guerra entre Espanya i França

### Desacords sobre la interpretació del tractat Granada.
Aviat van sorgir les desavinences entre França i Aragó per la interpretació del repartiment establert en el tractat de Granada. El tractat esmentava quatre províncies en el regne de Nàpols, quan ja des del temps de Alfons I estava dividit en dotze; Capitanata, Basilicata i Principat, situades a la franja intermèdia, van ser reclamades com a pròpies per ambdós signants.
Lluís d'Armagnac, virrei de Nàpols en nom de Lluís XII i cap de l'exèrcit francès, i Gonzalo Fernández de Còrdova en nom de Ferran el Catòlic, van intentar ajustar el repartiment per la via pacífica en una conferència mantinguda entre Melfi i Atella; comissionats de les dues parts van intentar fer valer els seus drets sobre la zona en litigi, però en les converses no es va arribar a cap acord.

### Esclata la guerra entre Espanya i França
Les primeres escaramusses van tenir lloc el 19 de juny de 1502, quan les tropes franceses van ocupar Atripalda i les hispàniques van prendre Troia, cadascuna d'elles en el territori contrari. Tres dies després es va intentar novament un acord pacífic que tampoc va arribar a fructificar.
Reforçats amb l'arribada de 2.000 mercenaris suïssos, Armagnac i Aubigny assetjar Canosa l'agost de 1502; després de diversos dies sota el foc de l'artilleria, Pere Navarro, encarregat de la seva defensa, es va retirar deixant la ciutat als francesos, que prosseguint el seu avanç van prendre Bitonto i es van plantar davant Barletta, on es trobava Fernández de Còrdova amb el gruix de les forces hispàniques, aquest va seguir l'estratègia de fortificar a les places sota el seu control i esperar reforços, eludint el combat a camp obert on la superioritat numèrica dels francesos jugava en contra.
| La guerra de Nàpols, vestigial de les guerres medievals, seria abundant en gestos cavallerescos: el 20 setembre 1502 ambdós contendents pactarien una breu treva per dur a terme el desafiament de Barletta, on 11 hispànics es van batre a duel amb el mateix nombre de francesos. |
| El 13 febrer 1503 es va produir un altre desafiament a Barletta entre 13 italians i altres tants francesos, que va acabar amb la victòria dels primers. |

| « | «Va començar d'allà endavant a encendre la guerra entre espanyols i francesos molt cruelment ». | » |

A l'octubre Hug de Montcada i de Cardona va arribar amb les seves tropes des de Roma, on havia estat servint a Cèsar Borja, a Calàbria, poc després de la seva arribada va alliberar el setge a què estaven sotmesos els hispànics en Terranova. El novembre es van unir a ell Manuel de Benavides i Antonio de Leyva, que acaben d'arribar d'Espanya. Per tal de combatre'ls, l'exèrcit francès es va dividir en dues: Lluís d'Armagnac amb la part principal va quedar enfront de Barletta, mentre Aubigny marxava cap al sud amb 700 homes de cavalleria i 1.500 piquers suïssos; aquest va derrotar les forces hispàniques en la Batalla de Seminara de 1502, quedant amo de tot el sud, a excepció d'unes poques places a la costa (Regio, Tropea, Crotona, Gerace) a les que els hispànics van quedar reduïts.
| 1503 |

El 13 de febrer les galeres de Juan de Lezcano derrotaven a l'armada francesa de Pregent de Bidoux. Simultàniament, els habitants de Castellaneta, molestos per la conducta de la guarnició francesa a la ciutat, es van alçar en armes contra ells amb l'ajuda de Pere Navarro i Luis de Herrera. Disposat a recuperar la ciutat, Armagnac va marxar amb el seu exèrcit cap allà, el que va ser aprofitat per Fernández de Còrdova per sortir de Barletta i efectuar un ràpid atac sobre Ruvo, fent presoner al seu defensor Jacques de la Palic.

### Felip el Bell intermèdia per ajustar la pau. El rei catòlic rebutja els termes proposats
Mentre a Itàlia seguia la guerra, a les corts de França i Espanya intentava ajustar la pau. L'abril de 1503 el duc de Borgonya Felip I de Castella, príncep consort de Castella i Aragó per la seva casament amb la filla dels Reis Catòlics Joana I de Castella, amb poders de negociació limitats atorgats pels seus sogres, va signar amb Lluís XII el tractat de Lió, en un intent per resoldre el conflicte. Segons els termes de l'acord, la part nord de Nàpols passaria al matrimoni format per la filla dels reis de França, Claudia, amb el fill de Felip i net dels Reis Catòlics, Carles, com tots dos contraents eren menors d'edat, l'administració del regne quedaria sota el control de França. La zona sud del país quedaria sota l'administració de Felip fins a la majoria d'edat dels contraents.
En aplicació d'aquest acord, l'exèrcit francès es va replegar cap al nord, però Fernández de Còrdova va al·legar que no havia rebut ordres del seu rei per fer el mateix. Ferran el Catòlic es va negar a ratificar el tractat de Lió per considerar que anava clarament en perjudici seu, per la qual cosa l'acord va quedar sense efecte.

### Reforços d'Espanya i Àustria, canvi del rumb de la guerra
El 8 de març va arribar des de Cartagena a Reggio de Calàbria l'armada sota el comandament de Lluís Portocarrero, quaranta naus amb 600 homes de cavalleria i 2.000 gallecs i asturians d'infanteria. Portocarrero moriria d'unes febres poc després de la seva arribada, sent substituït en el comandament per Fernando de Andrade.
El 21 d'abril Fernando de Andrade i Hug de Cardona derrotaven l'exèrcit de Aubigny a la Batalla de Seminara. El mateix Aubigny, tancat a Angitola, seria fet presoner un mes més tard.
El 10 d'abril van arribar a Manfredonia 2.000 mercenaris alemanys, enviats en suport d'Espanya per Maximilià I mitjançant la gestió d'Octavi Colonna. Amb aquests reforços units a les tropes de Tàrent el Gran Capità va preparar la batalla frontal amb els francesos que en els mesos anteriors havia estat eludint.
El 28 d'abril ambdós contendents es van trobar a la decisiva batalla de Cerinyola, en la qual els hispànics van derrotar contundentment als francesos. L'endemà García de Paredes va prendre Canosa.

### Campanya sobre Nàpols
Amb la notícia de les victòries hispàniques, gairebé tot el regne es va posar sota l'obediència del Gran Capità. Capua, Aversa i Nàpols es van declarar hispàniques, sent assetjats els francesos en els seus respectius castells. El Gran Capità va entrar en Nàpols el 16 de maig. Yves II d'Alegre va retrocedir fins Gaeta, de manera que va poder reunir l'exèrcit francès, deixant defensats els castells de Càpua i Nàpols amb guarnicions franceses. El marquès del Vasto va guanyar el castell de Salern. Es van atacar els castells de Nàpols, guanyant-se el Castell Nou, governat per Hug Roger III de Pallars Sobirà, per l'èxit d'una mina de pólvora. San Germano i Rocca Guillema van ser abandonats pels francesos, i ocupats pels hispànics, i un mes més tard Navarro i Nuno de Ocampo van prendre el Castel dell'Ovo, també amb una mina. Mentrestant Diego de Arellano es va enfrontar a Luis d'Asti a la Pulla; Fernández de Còrdova va agrupar seu exèrcit i va marxar en Gaeta, havent retirar per haver estat gastada pel marquès de Saluzzo.

### Es desvia la guerra al Rosselló, i els francesos són rebutjats
Decidit a recompondre de les pèrdues sofertes a Itàlia, Lluís XII va iniciar la campanya del Rosselló (1503) atacant la frontera franco-hispànica. Jean de Rieux amb el seu exèrcit va avançar al setembre des de Narbona cap a Salses, al Comtat de Rosselló. Sanç de Castella i Enríquez, batlle de Salses, el duc d'Alba Fadrique Álvarez de Toledo, capità general a la frontera, i a l'octubre el propi rei Ferran va rebutjar l'atac dels francesos. Simultàniament, una flota francesa de 40 naus que havia salpat de la costa sud de França amb l'objectiu d'atacar Catalunya i València va haver de tornar a Marsella sense haver pogut dur a terme el seu atac per culpa del mal temps.
L'onze de novembre Lluís XII i Ferran el Catòlic van pactar una treva per posar fi durant cinc mesos només al conflicte a la frontera hispano-francesa.

## Batalla del Garellano
La batalla del Garellano fou un enfrontament bèl·lic entre tropes franceses i espanyoles durant la segona guerra de Nàpols, amb victòria de les segones, entre les ribes del riu Garellano (en italià Garigliano) i Gaeta (província de Latina, Lacio, Itàlia), entre el 28 i 29 de desembre de 1503.
Fou un episodi clau de la segona guerra de Nàpols, i dins d'aquesta, de la seva tercera i última part, anomenada de vegades Campanya del Garellano, que comença a mitjans de juny de 1503 amb l'entrada d'un nou exèrcit francès a Itàlia i acaba l'1 de gener de 1504 amb la seva capitulació a Gaeta i la consegüent signatura del tractat de Lió (31 de març de 1504).

## Retirada francesa de Nàpols

### Capitulació de Gaeta. Els francesos es retiren de Nàpols.
L'1 de gener de 1504 es va signar la capitulació de Gaeta, tot i que la ciutat comptava amb 5.000 soldats i suficients provisions i artilleria com per a resistir amb èxit un setge, el desànim produït en els francesos pel desenvolupament de la guerra en l'últim any els va portar a presentar la seva rendició. Segons els termes de la capitulació, la ciutat seria entregada als hispànics amb els seus vitualles i artilleria, els soldats francesos es retirarien de Nàpols sense ser fustigats per les forces hispàniques i els presoners d'ambdós bàndols serien alliberats (aquest punt no va incloure als italians que van militar en el bàndol francès, els líders serien capturats).
El dia 3 la ciutat va ser lliurada als hispànics. Les forces franceses, juntament amb els 1.200 presoners francesos, van abandonar territori napolità, part per mar des del port de Gaeta, i part per terra via Roma. En el camí de tornada a França, els soldats van ser presa de la malària, la fam, el fred i les agressions dels napolitans, ressentits amb els soldats. Enutjat pel fracàs, Lluís XII va prohibir l'entrada a França al seu exèrcit; Allegre i Sandricourt van ser desterrats i els comissaris francesos executats.

### Tractat de Lió
Amb la retirada francesa, Pisa, Florència, Siena i Gènova es van posar sota la protecció d'Espanya; Venècia i Àustria es van alinear del costat hispànic; igualment els Sforza de Milà van requerir l'ajuda de Fernández de Còrdova per expulsar del ducat als francesos. L'opinió general a Europa era que Espanya aprofitaria la crisi francesa per avançar cap al nord i arribar fins a les fronteres dels Alps, però Ferran el Catòlic va descartar aquesta opció, tenint en compte les despeses econòmiques i el cansament produïts per tres anys de guerra.
Lluís XII de França, temorós d'un atac hispànic sobre el Milanesat, es va avenir a signar el tractat de LióTractat de Lió (1504) de l'11 de febrer, que va començar a regir el 25 i va ser ratificat pels reis catòlics el 31 de març. Segons les condicions de l'acord, França i Espanya mantindrien la pau durant tres anys, es reprendria les relacions comercials entre tots dos, excepte a Nàpols, i els hispànics tindrien llibertat per emprendre contra els reductes rebels que subsistien a Nàpols. 

### Es redueixen les últimes places rebels
Retirat el gruix de l'exèrcit francès, els hispànics van anar recuperant les places que defensades per petites guarnicions italianes encara es van revoltar contra el seu control: García de Paredes va marxar sobre Arpino, Casa Oliver, escla i Sant Pare, a Sora, Fabrizio Colonna va ser sobre Oliveto, Pere Navarro va marxar contra Roca del Aspro i xílings, en poder del comte de Capaccio, Pere de Pau va ser sobre Conversano i oyra; Gomez de Solis sobre Rossano; Diego de Arellano i Bartolomé de Alviano marxar contra Venosa, ocupada per Luis de Arsia, que va sortir creuant Itàlia fins a França

## Conseqüències

### Virregnat hispànic de Nàpols
Amb la victòria hispànica, el regne de Nàpols va ser annexionat a la corona d'Aragó amb la condició de virregnat.
En els anys posteriors es van reformar l'administració i institucions de govern del regne, adequant a la manera hispànica; es va intentar establir la Inquisició a Nàpols, encara que l'oposició de la població no va permetre dur a terme; el 1510 es va decretar l'expulsió dels jueus, que no es faria efectiva fins 1540.

### Nord d'Àfrica
Un cop finalitzada la campanya d'Itàlia, el cardenal Cisneros insisteix en la necessitat d'ocupar els ports de Berberia, i, per evitar objeccions de Ferran el Catòlic, s'ofereix a anticipar les despeses de l'expedició, i l'abril de 1504 es decideix la conquesta del nord d'Àfrica, La conquesta de la zona atribuïda a la Corona d'Aragó s'inicià amb la presa de Mers el-Kebir el 1505, continuà amb la Presa d'Orà el 1509, Bugia i Trípoli el 1510 i les submissions d'Alger, Ténès i Dellys, imposant el protectorat de la Corona de Castella sobre l'Emirat de Tlemcen el 24 d'abril de 1510.

### Continuen les guerres a Itàlia.
L'hostilitat francesa per amb la presència hispànica a Itàlia no acabaria aquí. Al llarg de la primera meitat del segle xvi dos països seguirien enfrontats intermitentment en el transcurs de les guerres italianes, encara que les tropes franceses no arribarien a penetrar en territori napolità.